# 皮作瓊
皮作瓊（1899年4月—??）湖南省沅江縣人，林學家、林業行政管理專家，中华民国政府林務官員。
皮作瓊畢業於湖南省立第一農業學校林科，之後赴法國留學，修得法國農業部土木工程司學位。1925年受聘北京农业大学森林系系主任，1931年任命為國立北平大學農學院院長。之後從政，曾任職中央林業管理局長等官職，並奉派出席比利時國際森林會議。抗戰勝利後，1946年派任浙江省建設廳長，1948年被任命為銓敘部政務次長。1949年到臺灣後，繼續代理銓敘部職務任代理部長。1952年至1956年任台灣省政府农林处林产管理局局長，他在任內為整頓臺灣林政，推行了四年林業經建計畫、擴大造林面積、修改林產處份制度及加強林保工作等。皮作瓊任內發生林產管理局令臺中山林管理所查報許萬得貪污案，因而積極成立森林警察大隊及造林督導和抽查制度。

## 外部來源
- . 中華民國官職資料庫.   [2024-11-08].
- . 農業部林業及自然保育署.   [2024-11-08].